# کورویلو (برزیل)
کورویلو (به پرتغالی: Curvelo) یک منطقهٔ مسکونی در برزیل است که در میناز ژرایس واقع شده‌است. کورویلو ۳٬۲۹۵٫۸۹۴ کیلومتر مربع مساحت و ۸۰٬۶۱۶ نفر جمعیت دارد و ۶۷۲ متر بالاتر از سطح دریا واقع شده‌است.